# Rafa Silva (Fußballspieler, 1993)
Rafael Alexandre „Rafa“ Fernandes Ferreira Silva (* 17. Mai 1993 in Forte da Casa) ist ein portugiesischer Fußballspieler. Er steht derzeit bei Beşiktaş Istanbul unter Vertrag.

## Karriere

### Im Verein
Silva wurde in der Gemeinde Forte da Casa des Kreises Vila Franca de Xira geboren. In der Jugend spielte er im Distrikt Lissabon für die Fußballvereine Atlético Povoense und FC Alverca. 2011 wechselte er zu CD Feirense. Am 29. Juli 2012 gab er im Rahmen eines Ligapokalspiels sein Profidebüt. In der Zweitligasaison 2012/13 etablierte er sich als Stammspieler und verpasste nur eine Ligabegegnung.
Im Juni 2013 wechselte Silva für eine nicht bekannte Ablösesumme zum Erstligisten Sporting Braga. Er unterschrieb einen Fünfjahresvertrag und debütierte am 26. August 2013 in der Primeira Liga.

### In der Nationalmannschaft
Silva spielte am 23. April 2013 erstmals für die portugiesische U20-Auswahl, wurde jedoch nicht für die im selben Jahr stattfindende U20-Weltmeisterschaft nominiert. Am 5. März 2014 gab er unter Nationaltrainer Paulo Bento beim Freundschaftsspiel gegen Kamerun sein Debüt in der A-Nationalmannschaft.
Bei der Europameisterschaft 2016 in Frankreich wurde er in das Aufgebot Portugals aufgenommen. Seinen einzigen Einsatz hatte er im zweiten Gruppenspiel gegen Österreich, als er kurz vor Schluss eingewechselt wurde. Das Team schaffte es bis ins Finale, wo Gastgeber Frankreich bezwungen wurde. Damit wurde Portugal erstmals Europameister.
Zur Europameisterschaft 2021 wurde er in den portugiesischen Kader berufen und schied mit diesem im Achtelfinale gegen Belgien aus.
Am 19. September 2022 gab Silva im Alter von 29 Jahren aus persönlichen Gründen seinen Rücktritt aus der Nationalmannschaft bekannt. Tage zuvor war er von Fernando Santos in den Kader für anstehende Spiele der Nations League nominiert worden.

## Erfolge
In der Nationalmannschaft
- Europameister: 2016
- UEFA-Nations-League-Sieger: 2019

Im Verein
- Portugiesischer Meister: 2018/19, 2022/23
- Portugiesischer Pokalsieger: 2015/16
- Portugiesischer Supercupsieger: 2019, 2023
- Türkischer Supercupsieger: 2024